# Sandby (Tierp)
Sandby is een plaats in de gemeente Tierp in het landschap Uppland en de provincie Uppsala län in Zweden. Het småort Sandby en de plaats Sandby vallen niet precies samen, een deel van Sandby is namelijk deel van het småort Finneråger en deel van Sandby. Het småort Sandby heeft 75 inwoners (2005) en een oppervlakte van 47 hectare.

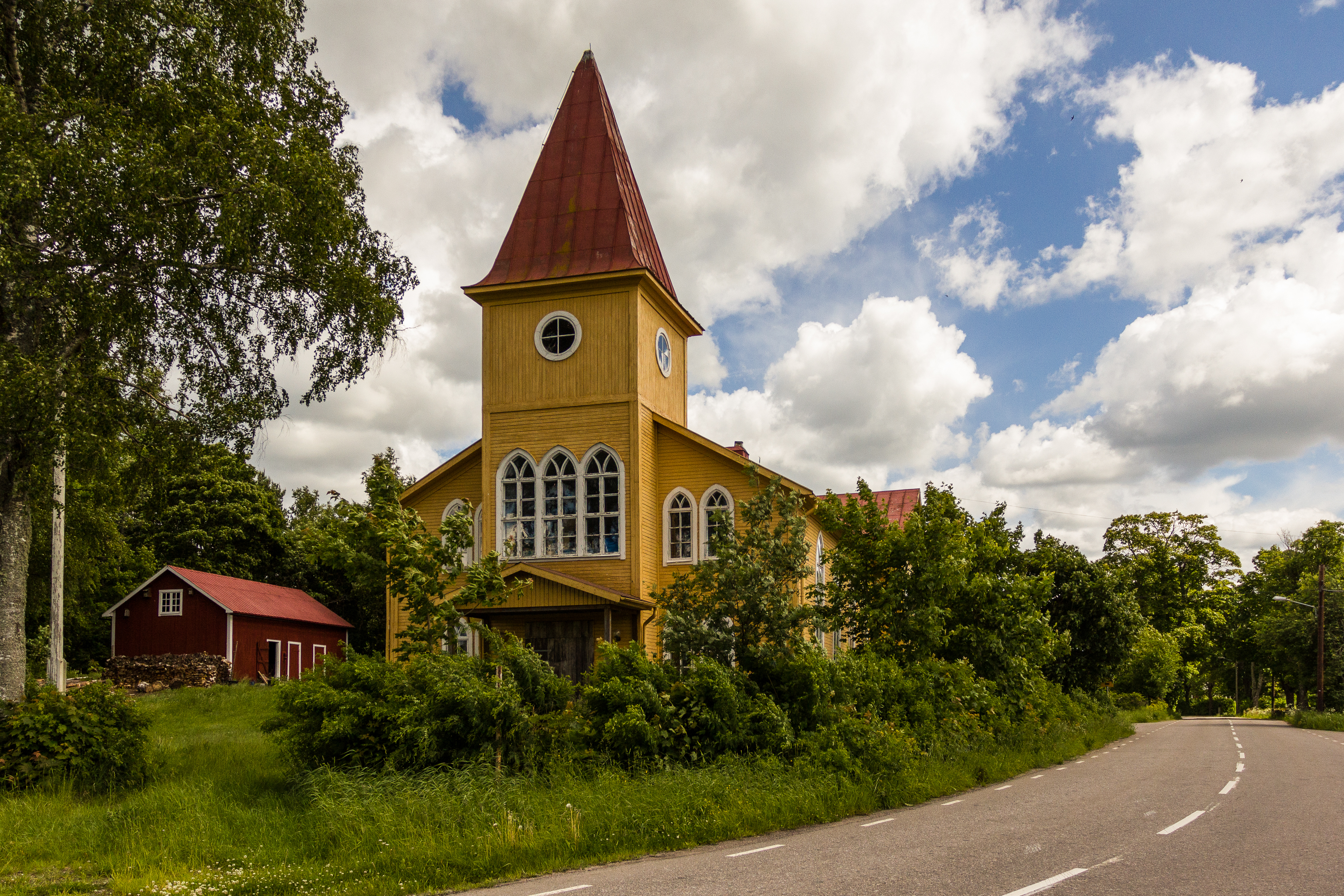
Kerk van Sandby